# Italiaans kampioenschap waterpolo heren
De Serie A1 is de hoogste competitie voor waterpolo in Italië bij de heren. De organisatie is in handen van de Federazione Italiana Nuoto, de Italiaanse zwembond. Het wordt beschouwd als een van de grote Europese competities.
De geschiedenis van het Italiaanse kampioenschap waterpolo begint in 1912. Bij het eerste georganiseerde toernooi voor mannen waren slechts twee deelnemers. De titel werd toegewezen na een enkele wedstrijd. In de tweede editie namen vier teams deel (dat werd drie na het afwijzen van Rare Nantes Ostia). In het derde jaar namen vijf ploegen deel. Alle kampioenschappen werden door Genua gewonnen. De kampioenschappen waterpolo werden onderbroken, zoals ook in andere sporten, vanwege de Eerste Wereldoorlog. Bij de heropening in 1919 won opnieuw Genua. Na de hervorming van de kampioenschappen heet de hoogste divisie de Series A1 (in het verleden ook bekend als Series A).

## Italiaanse landskampioenen Heren
| Seizoen   | Club                                               |
| --------- | -------------------------------------------------- |
| 1911–1912 | Genua                                              |
| 1912–1913 | Genua                                              |
| 1913–1914 | Genua                                              |
| 1915–1918 | Geen competitie                                    |
| 1918–1919 | Genua                                              |
| 1919–1920 | RN Milan                                           |
| 1920–1921 | Andrea Doria                                       |
| 1921–1922 | Andrea Doria                                       |
| 1922–1923 | Sturla                                             |
| 1923–1924 | Geen competitie                                    |
| 1924–1925 | Andrea Doria                                       |
| 1925–1926 | Andrea Doria                                       |
| 1926–1927 | Andrea Doria                                       |
| 1927–1928 | Andrea Doria                                       |
| 1928–1929 | U.S. Triestina                                     |
| 1929–1930 | Andrea Doria                                       |
| 1930–1931 | Andrea Doria                                       |
| 1931–1932 | RN Milan                                           |
| 1932–1933 | RN Florentia                                       |
| 1933–1934 | RN Florentia                                       |
| 1934–1935 | RN Camogli                                         |
| 1935–1936 | RN Florentia                                       |
| 1936–1937 | RN Florentia                                       |
| 1937–1938 | RN Florentia                                       |
| 1938–1939 | RN Napels                                          |
| 1939–1940 | RN Florentia                                       |
| 1940–1941 | RN Napels                                          |
| 1941–1942 | RN Napels                                          |
| 1942–1943 | Geen competitie in verband met Tweede Wereldoorlog |
| 1943–1944 |                                                    |
| 1944–1945 |                                                    |
| 1945–1946 | RN Camogli                                         |
| 1946–1947 | Canottieri Olona                                   |
| 1947–1948 | RN Florentia                                       |
| 1948–1949 | RN Napels                                          |
| 1949–1950 | RN Napels                                          |

| Seizoen   | Club         |
| --------- | ------------ |
| 1950–1951 | CC Napels    |
| 1951–1952 | RN Camogli   |
| 1952–1953 | RN Camogli   |
| 1953–1954 | Rome         |
| 1954–1955 | RN Camogli   |
| 1955–1956 | Lazio        |
| 1956–1957 | RN Camogli   |
| 1957–1958 | CC Napels    |
| 1958–1959 | Pro Recco    |
| 1959–1960 | Pro Recco    |
| 1960–1961 | Pro Recco    |
| 1961–1962 | Pro Recco    |
| 1962–1963 | CC Napels    |
| 1963–1964 | Pro Recco    |
| 1964–1965 | Pro Recco    |
| 1965–1966 | Pro Recco    |
| 1966–1967 | Pro Recco    |
| 1967–1968 | Pro Recco    |
| 1968–1969 | Pro Recco    |
| 1969–1970 | Pro Recco    |
| 1970–1971 | Pro Recco    |
| 1971–1972 | Pro Recco    |
| 1972–1973 | CC Napels    |
| 1973–1974 | Pro Recco    |
| 1974–1975 | CC Napels    |
| 1975–1976 | RN Florentia |
| 1976–1977 | CC Napels    |
| 1977–1978 | Pro Recco    |
| 1978–1979 | CC Napels    |
| 1979–1980 | RN Florentia |
| 1980–1981 | RN Bogliasco |
| 1981–1982 | Pro Recco    |
| 1982–1983 | Pro Recco    |
| 1983–1984 | Pro Recco    |
| 1984–1985 | Posillipo    |
| 1985–1986 | Posillipo    |
| 1986–1987 | Pescara      |
| 1987–1988 | Posillipo    |
| 1988–1989 | Posillipo    |
| 1989–1990 | CC Napels    |

| Seizoen   | Club      |
| --------- | --------- |
| 1990–1991 | RN Savona |
| 1991–1992 | RN Savona |
| 1992–1993 | Posillipo |
| 1993–1994 | Posillipo |
| 1994–1995 | Posillipo |
| 1995–1996 | Posillipo |
| 1996–1997 | Pescara   |
| 1997–1998 | Pescara   |
| 1998–1999 | Rome      |
| 1999–2000 | Posillipo |
| 2000–2001 | Posillipo |
| 2001–2002 | Pro Recco |
| 2002–2003 | Leonessa  |
| 2003–2004 | Posillipo |
| 2004–2005 | RN Savona |
| 2005–2006 | Pro Recco |
| 2006–2007 | Pro Recco |
| 2007–2008 | Pro Recco |
| 2008–2009 | Pro Recco |
| 2009–2010 | Pro Recco |

## Meeste titels per club
| Club             | Aantal | Jaartallen |
| ---------------- | ------ | --- |
| Pro Recco        | 24     | 1959, 1960, 1961, 1962, 1964, 1965, 1966, 1967, 1968, 1969, 1970, 1971, 1972, 1974, 1978, 1982, 1983, 1984, 2002, 2006, 2007, 2008, 2009, 2010 |
| Posillipo        | 11     | 1985, 1986, 1988, 1989, 1993, 1994, 1995, 1996, 2000, 2001, 2004                                                                               |
| RN Florentia     | 9      | 1933, 1934, 1936, 1937, 1938, 1940, 1948, 1976, 1980                                                                                           |
| Andrea Doria     | 8      | 1921, 1922, 1925, 1926, 1927, 1928, 1930, 1931                                                                                                 |
| CC Napoli        | 8      | 1951, 1958, 1963, 1973, 1975, 1977, 1979, 1990                                                                                                 |
| RN Camogli       | 6      | 1935, 1946, 1952, 1953, 1955, 1957 |
| RN Napoli        | 5      | 1939, 1941, 1942, 1949, 1950 |
| Genua            | 4      | 1912, 1913, 1914, 1919 |
| Pescara          | 3      | 1987, 1997, 1998 |
| RN Savona        | 3      | 1991, 1992, 2005 |
| RN Milano        | 2      | 1920, 1932 |
| Roma             | 2      | 1954, 1999 |
| Sturla           | 1      | 1923 |
| U.S. Triestina   | 1      | 1929 |
| Canottieri Olona | 1      | 1947 |
| Lazio            | 1      | 1956 |
| RN Bogliasco     | 1      | 1981 |
| Leonessa         | 1      | 2003 |